# Рибалочка сріблогузий
Рибалочка сріблогузий (Ceyx argentatus) — вид сиворакшоподібних птахів родини рибалочкових (Alcedinidae). Ендемік Філіппін. Самарський рибалочка раніше вважався конспецифічним зі сріблогузим рибалочокою, однак був визнаний окремим видом.

## Опис

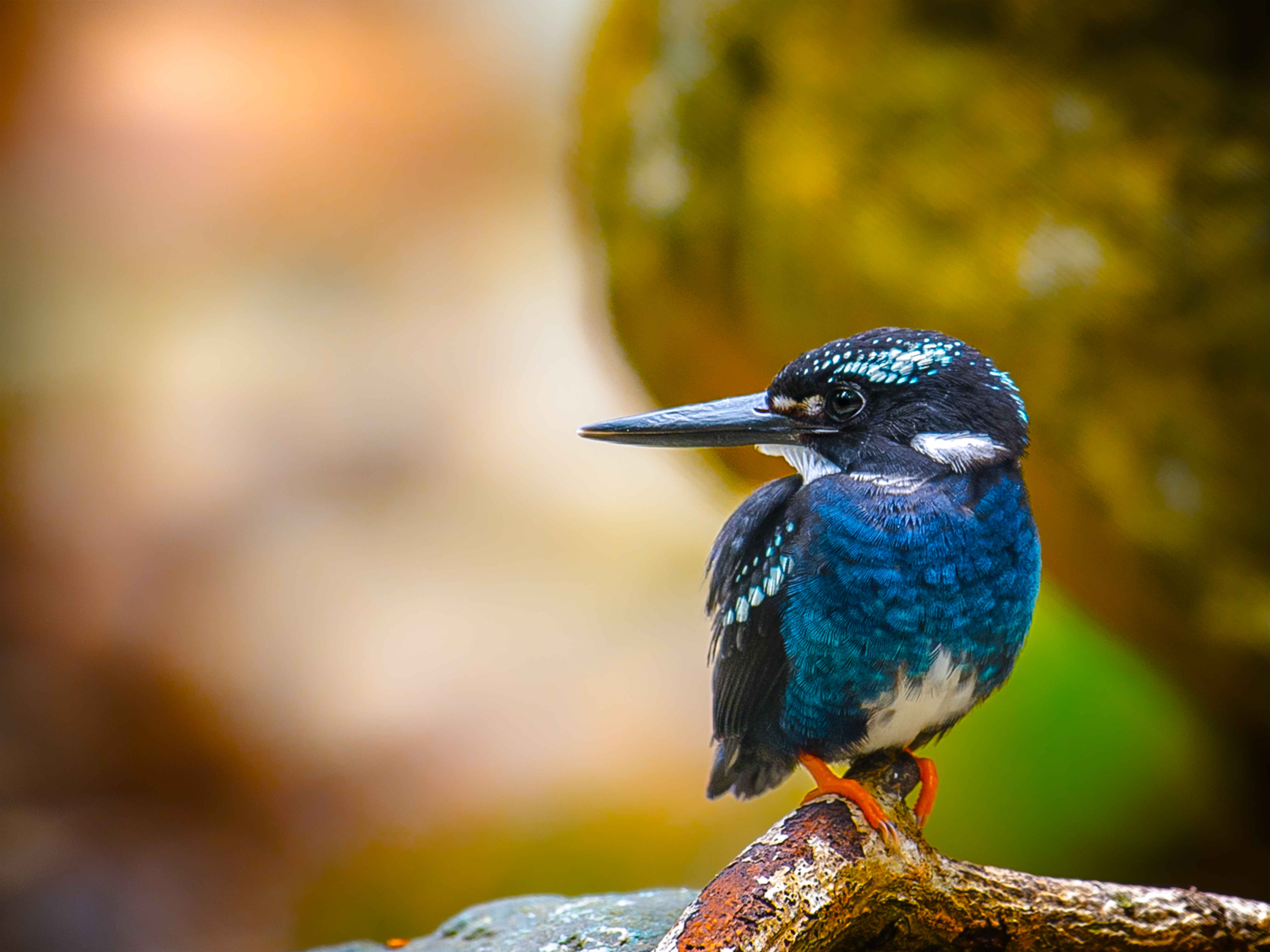
Сріблогузий рибалочка

Довжина птаха становить 14 см. Голова чорна, на обличчі і щоках білі плями, над очима плямки формують "брови". Верхня частина тіла чорна, на спині сріблясто-біла смуга, покривні пера крил мають світлі кінчики. Горло і живіт білі, груди тьмяно-синьо-зелені.

## Поширення і екологія
Сріблогузі рибалочки мешкають на островах Мінданао, Басілан, Дінагат і Сіаргао на півдні Філіппінського архіпелагу. Вони живуть у вологих тропічних лісах, в заростях на берегах річок, струмків і озер. Зустрічаються на висоті до 1000 м над рівнем моря.

## Збереження
МСОП класифікує стан збереження цього виду як близький до загрозливого. За оцінками дослідників, популяція сріблогузих рибалочок становить від 1500 до 7000 дорослих птахів. Їм загрожує знищення природного середовища.